# Macrocera maculata
Macrocera maculata är en tvåvingeart som beskrevs av Johann Wilhelm Meigen 1818. Macrocera maculata ingår i släktet Macrocera och familjen platthornsmyggor. Enligt den finländska rödlistan är arten nära hotad i Finland. Arten är reproducerande i Sverige. Artens livsmiljö är naturmoskogar. Inga underarter finns listade i Catalogue of Life.